# Jonas Misiūnas
Jonas Algirdas Misiūnas (25. März 1933 in Laukiškiai, Rajon Pakuonis – 20. Mai 2015) war ein litauischer Jurist, Strafrechtler, ehemaliger Vorsitzende des sowjetlitauischen Obersten Gerichts und sowjetlitauischer Vizeminister für Justiz.

## Leben
Nach dem Abitur 1953 an der 4. Mittelschule Kaunas absolvierte er das Diplomstudium der Rechtswissenschaften 1958 an der Vilniaus universitetas und war von 1960 bis 1980 als Hochschullehrer an der Rechtsfakultät tätig. Von 1957 bis 1961 war er Volksrichter im Lenin-Stadtkreisgericht Vilnius, von 1961 bis 1972 Richter des Obersten Gerichts, von 1972 bis 1980 stellvertretender Justizminister, von 1980 bis 1990 Vorsitzende des  Obersten Gerichts, von 1990 bis 2008 Mitarbeiter der Strafjustizabteilung im Institut für Recht Litauens. Ab 1980 war er Abgeordneter des Obersten Sowjets Sowjetlitauens und ab 1986 Kandidat für das Zentralkomitee der Kommunistischen Partei Litauens.

## Quelle
1. ↑  Vytautas Andriulis, Aldona Bentkuvienė. Teisės instituto mokslininkų darbų bibliografija. LR teisingumo ministerija, Teisės institutas, 2002, Vilnius, 150-151 psl.

| Personendaten    | Personendaten |
| ---------------- | --- |
| NAME             | Misiūnas, Jonas |
| ALTERNATIVNAMEN  | Misiūnas, Jonas Algirdas (vollständiger Name)                                                                                                   |
| KURZBESCHREIBUNG | litauischer Jurist, Strafrechtler, ehemaliger Vorsitzende des sowjetlitauischen Obersten Gerichts und sowjetlitauischer Vizeminister für Justiz |
| GEBURTSDATUM     | 25. März 1933 |
| GEBURTSORT       | Laukiškiai, Rajon Pakuonis, Litauen |
| STERBEDATUM      | 20. Mai 2015 |